# تریسا چرچر
تریسا چرچر (انگلیسی: Teresa Churcher) بازیگر اهل بریتانیا است.
از فیلم‌ها یا برنامه‌های تلویزیونی که وی در آن نقش داشته‌است، می‌توان به ترسی شگرف از همه‌چیز، فرشته، گل صحرا، الیور توئیست، آفرینش، زن سیاه‌پوش، جولیا بودن، گاسفورد پارک، عهد جوانی، مأموران مخفی، پوآرو، شهر هالبی و کفش‌های باله اشاره کرد.